# Élections législatives de 1932 dans la Haute-Garonne
Les élections législatives de 1932 ont eu lieu les 1er et 8 mai 1932.

## Élus
|   | Circonscription | Député sortant     |  | Groupe parlementaire                      | Député élu         |  | Groupe parlementaire                                     |
| - | --------------- | ------------------ |  | ----------------------------------------- | ------------------ |  | -------------------------------------------------------- |
| 1 | Muret           | Vincent Auriol     |  | Parti socialiste                          | Vincent Auriol     |  | Parti socialiste                                         |
| 2 | Saint-Gaudens   | Hippolyte Ducos    |  | Républicain radical et radical-socialiste | Hippolyte Ducos    |  | Républicain radical et radical-socialiste                |
| 3 | 1re de Toulouse | Albert Bedouce     |  | Parti socialiste                          | Albert Bedouce     |  | Parti socialiste                                         |
| 4 | 2e de Toulouse  | Ernest Beluel      |  | Républicain radical et radical-socialiste | Jean Rieux         |  | Parti socialiste français & Parti républicain-socialiste |
| 5 | 3e de Toulouse  | Jean-Baptiste Amat |  | Républicain radical et radical-socialiste | Jean-Baptiste Amat |  | Républicain radical et radical-socialiste                |
| 6 | Villefranche    | Henri Auriol       |  | Union républicaine et démocratique        | Henri Auriol       |  | Centre républicain                                       |

## Résultats à l'échelle du département
| Partis         | Partis                                          | Premier tour | Premier tour | Deuxième tour | Deuxième tour | Sièges |
| Partis         | Partis                                          | Voix         | %            | Voix          | %             | Sièges |
| -------------- | ----------------------------------------------- | ------------ | ------------ | ------------- | ------------- | ------ |
|                | Section française de l'Internationale ouvrière  | 44 754       | 41,87        | 13 103        | 21,51         | 2      |
|                | Parti républicain radical et radical-socialiste | 28 211       | 26,40        | 23 926        | 39,28         | 2      |
|                | Alliance démocratique                           | 20 762       | 19,43        | 6 189         | 10,16         | 1      |
|                | Parti républicain-socialiste                    | 9 762        | 9,13         | 13 781        | 22,62         | 1      |
|                | Parti communiste-SFIC                           | 3 342        | 3,13         | 2 889         | 4,74          | 0      |
|                | Divers                                          | 49           | 0,05         | 1 025         | 1,68          | 0      |
|                |                                                 |              |              |               |               |        |
| Inscrits       | Inscrits                                        | 132 869      | 100,00       | 99 031        | 100,00        | 6      |
| Votants        | Votants                                         | 109 720      | 82,58        | 66 955        | 67,61         |        |
| Abstentions    | Abstentions                                     | 23 149       | 17,42        | 32 076        | 32,39         |        |
| Blancs et nuls | Blancs et nuls                                  | 2 840        | 2,59         | 6 042         | 9,02          |        |
| Exprimés       | Exprimés                                        | 106 880      | 97,41        | 60 913        | 90,98         |        |

## Résultats par arrondissement

### Arrondissement de Muret
| Candidats      | Candidats      | Étiquette      | Premier tour | Premier tour |
| Candidats      | Candidats      | Étiquette      | Voix         | %            |
| -------------- | -------------- | -------------- | ------------ | ------------ |
|                | Vincent Auriol | SFIO           | 12 215       | 79,06        |
|                | Lacaze         | PRRRS          | 2 450        | 15,86        |
|                | Destrem        | PC-SFIC        | 756          | 4,89         |
|                | Divers         | Divers         | 29           | 0,19         |
|                |                |                |              |              |
| Inscrits       | Inscrits       | Inscrits       | 20 947       | 100,00       |
| Votants        | Votants        | Votants        | 16 993       | 81,12        |
| Abstention     | Abstention     | Abstention     | 3 954        | 18,88        |
| Blancs et nuls | Blancs et nuls | Blancs et nuls | 1 543        | 9,08         |
| Exprimés       | Exprimés       | Exprimés       | 15 450       | 90,92        |

### Arrondissement de Saint-Gaudens
| Candidats      | Candidats       | Étiquette      | Premier tour | Premier tour | Deuxième tour | Deuxième tour |
| Candidats      | Candidats       | Étiquette      | Voix         | %            | Voix          | %             |
| -------------- | --------------- | -------------- | ------------ | ------------ | ------------- | ------------- |
|                | Hippolyte Ducos | PRRRS          | 11 208       | 48,06        | 15 593        | 89,58         |
|                | Lucien Labatut  | SFIO           | 8 004        | 34,32        | Retrait       | Retrait       |
|                | Etienne Ducos   | AD             | 3 729        | 15,99        |               |               |
|                | Arrien          | PC-SFIC        | 379          | 1,63         | 1 069         | 6,14          |
|                | Divers          | Divers         | 1            | 0,00         | 745           | 4,28          |
|                |                 |                |              |              |               |               |
| Inscrits       | Inscrits        | Inscrits       | 28 974       | 100,00       | 28 974        | 100,00        |
| Votants        | Votants         | Votants        | 23 609       | 81,48        | 20 111        | 69,41         |
| Abstention     | Abstention      | Abstention     | 5 365        | 18,52        | 8 863         | 30,59         |
| Blancs et nuls | Blancs et nuls  | Blancs et nuls | 288          | 1,22         | 2 704         | 13,45         |
| Exprimés       | Exprimés        | Exprimés       | 23 321       | 98,78        | 17 407        | 86,55         |

### Arrondissement de Toulouse

#### 1recirconscription
| Candidats      | Candidats      | Étiquette      | Premier tour | Premier tour | Deuxième tour | Deuxième tour |
| Candidats      | Candidats      | Étiquette      | Voix         | %            | Voix          | %             |
| -------------- | -------------- | -------------- | ------------ | ------------ | ------------- | ------------- |
|                | Albert Bedouce | SFIO           | 10 790       | 48,51        | 13 103        | 64,30         |
|                | Milhaud        | PRRRS          | 5 557        | 24,99        | Retrait       | Retrait       |
|                | Dupeyron       | AD             | 4 715        | 21,20        | 6 189         | 30,37         |
|                | Craste         | PC-SFIC        | 1 176        | 5,29         | 630           | 3,09          |
|                | Divers         | Divers         | 3            | 0,01         | 5             | 0,03          |
|                |                |                |              |              |               |               |
| Inscrits       | Inscrits       | Inscrits       | 28 260       | 100,00       | 28 260        | 100,00        |
| Votants        | Votants        | Votants        | 22 535       | 79,74        | 20 377        | 72,11         |
| Abstention     | Abstention     | Abstention     | 5 725        | 20,26        | 7 883         | 27,89         |
| Blancs et nuls | Blancs et nuls | Blancs et nuls | 294          | 1,30         | 450           | 2,21          |
| Exprimés       | Exprimés       | Exprimés       | 22 241       | 98,70        | 19 927        | 97,79         |

#### 2ecirconscription
| Candidats      | Candidats      | Étiquette      | Premier tour | Premier tour | Deuxième tour | Deuxième tour |
| Candidats      | Candidats      | Étiquette      | Voix         | %            | Voix          | %             |
| -------------- | -------------- | -------------- | ------------ | ------------ | ------------- | ------------- |
|                | Jean Rieux     | PRS            | 9 762        | 43,54        | 13 781        | 93,11         |
|                | Berlia         | SFIO           | 8 032        | 35,82        | Retrait       | Retrait       |
|                | Peille         | AD             | 3 724        | 16,61        |               |               |
|                | Ginestet       | PC-SFIC        | 890          | 3,97         | 967           | 6,53          |
|                | Divers         | Divers         | 15           | 0,07         | 52            | 0,35          |
|                |                |                |              |              |               |               |
| Inscrits       | Inscrits       | Inscrits       | 27 785       | 100,00       | 27 785        | 100,00        |
| Votants        | Votants        | Votants        | 22 663       | 81,57        | 16 018        | 57,65         |
| Abstention     | Abstention     | Abstention     | 5 122        | 18,43        | 11 767        | 42,35         |
| Blancs et nuls | Blancs et nuls | Blancs et nuls | 240          | 1,06         | 1 218         | 7,60          |
| Exprimés       | Exprimés       | Exprimés       | 22 423       | 98,94        | 14 800        | 92,40         |

#### 3ecirconscription
| Candidats      | Candidats          | Étiquette      | Premier tour | Premier tour | Deuxième tour | Deuxième tour |
| Candidats      | Candidats          | Étiquette      | Voix         | %            | Voix          | %             |
| -------------- | ------------------ | -------------- | ------------ | ------------ | ------------- | ------------- |
|                | Jean-Baptiste Amat | PRRRS          | 5 447        | 46,12        | 8 333         | 94,92         |
|                | David              | SFIO           | 3 549        | 30,05        | Retrait       | Retrait       |
|                | Bach               | AD             | 2 698        | 22,84        |               |               |
|                | Anglas             | PC-SFIC        | 116          | 0,98         | 223           | 2,54          |
|                | Divers             | Divers         | 1            | 0,01         | 223           | 2,54          |
|                |                    |                |              |              |               |               |
| Inscrits       | Inscrits           | Inscrits       | 14 012       | 100,00       | 14 012        | 100,00        |
| Votants        | Votants            | Votants        | 12 094       | 86,31        | 10 449        | 74,57         |
| Abstention     | Abstention         | Abstention     | 1 918        | 13,69        | 3 563         | 25,43         |
| Blancs et nuls | Blancs et nuls     | Blancs et nuls | 283          | 2,34         | 1 670         | 15,98         |
| Exprimés       | Exprimés           | Exprimés       | 11 811       | 97,66        | 8 779         | 84,02         |

### Arrondissement de Villefranche
| Candidats      | Candidats            | Étiquette      | Premier tour | Premier tour |
| Candidats      | Candidats            | Étiquette      | Voix         | %            |
| -------------- | -------------------- | -------------- | ------------ | ------------ |
|                | Henri Auriol         | AD             | 5 896        | 50,68        |
|                | Carrère              | PRRRS          | 3 549        | 30,51        |
|                | Antoine Ellen-Prévot | SFIO           | 2 164        | 18,60        |
|                | Séguy                | PC-SFIC        | 25           | 0,21         |
|                |                      |                |              |              |
| Inscrits       | Inscrits             | Inscrits       | 12 891       | 100,00       |
| Votants        | Votants              | Votants        | 11 826       | 91,74        |
| Abstention     | Abstention           | Abstention     | 1 065        | 8,26         |
| Blancs et nuls | Blancs et nuls       | Blancs et nuls | 192          | 1,62         |
| Exprimés       | Exprimés             | Exprimés       | 11 634       | 98,38        |